# Morti nel 1648

## Gennaio(6)
- 2 gennaio - Girolamo Lucich, vescovo cattolico croato (n. 1575)
- 3 gennaio - Giacomo Goria, vescovo cattolico italiano (n. 1571)
- 12 gennaio - Tommaso Caccini, predicatore italiano (n. 1574)
- 15 gennaio - Francesco Fernández de Capillas, presbitero spagnolo (n. 1607)
- 20 gennaio - Maddalena Caterina del Palatinato-Zweibrücken, nobile tedesca (n. 1607)
- 23 gennaio - Francisco de Rojas Zorrilla, drammaturgo spagnolo (n. 1607)

## Febbraio(5)
- 3 febbraio - Ottavio Bruto Revese, architetto italiano (n. 1585)
- 21 febbraio - Antonio Basso, poeta italiano (n. 1605)
- 22 febbraio - Guglielmo Lamormaini, gesuita e teologo austriaco (n. 1570)
- 23 febbraio - Guillaume Cureau, pittore francese (n. 1595)
- 28 febbraio - Cristiano IV di Danimarca, re (n. 1577)

## Marzo(5)
- 7 marzo - Giovanni Battista Grimani, militare italiano
- 7 marzo - Caterina di Lorena, nobile e badessa francese (n. 1573)
- 14 marzo - Ferdinando Fairfax, II lord Fairfax di Cameron, politico e generale inglese (n. 1584)
- 16 marzo - Tozawa Masamori, guerrigliero giapponese (n. 1585)
- 21 marzo - Leone Modena, rabbino italiano (n. 1571)

## Aprile(8)
- 6 aprile - Francesco Salazar, rivoluzionario italiano (n. 1606)
- 12 aprile - Caterina Belgica di Nassau, principessa (n. 1578)
- 13 aprile - Martin Faber, pittore e architetto tedesco
- 20 aprile - Francesco Antonio Arpaja,  italiano (n. 1587)
- 21 aprile - Alonso Rodriguez, pittore italiano (n. 1578)
- 26 aprile - Vibeke Kruse, nobile danese (n. 1609)
- 28 aprile - Francesco Maria Domenico Carafa, nobile italiano
- 29 aprile - John Forbes, teologo scozzese (n. 1593)

## Maggio(7)
- 17 maggio - Peter Melander von Holzappel, militare tedesco (n. 1589)
- 20 maggio - Ladislao IV Vasa, sovrano (n. 1595)
- 23 maggio - Louis Le Nain, pittore francese (n. 1593)
- 25 maggio - Antoine Le Nain, pittore francese (n. 1600)
- 25 maggio - Giuseppe Maria Pizzini, vescovo cattolico italiano (n. 1607)
- 26 maggio - Vincent Voiture, poeta francese (n. 1597)
- 28 maggio - William Percy, poeta e drammaturgo inglese (n. 1574)

## Giugno(3)
- 20 giugno - Gennaro Annese, rivoluzionario italiano (n. 1604)
- 21 giugno - Giovanni Vincenzo Imperiale, poeta e scrittore italiano (n. 1582)
- 27 giugno - Arngrímur Jónsson, scrittore islandese (n. 1568)

## Luglio(4)
- 4 luglio - Antonio Daniel, missionario francese (n. 1601)
- 7 luglio - Uberto Visconti di Somma, presbitero e politico italiano
- 12 luglio - Johann Stadlmayr, compositore tedesco (n. 1575)
- 25 luglio - Jan Matham, pittore e incisore olandese (n. 1600)

## Agosto(11)
- 2 agosto - Claudia Francesca di Lorena, nobile francese (n. 1612)
- 7 agosto - Hezarpare Ahmed Pascià, politico ottomano
- 18 agosto - Ibrahim I, sultano ottomano (n. 1615)
- 20 agosto - Edward Herbert, filosofo e poeta inglese (n. 1583)
- 23 agosto - Vincenzo Napoli, vescovo cattolico italiano (n. 1574)
- 24 agosto - Diego de Saavedra Fajardo, scrittore e diplomatico spagnolo (n. 1584)
- 25 agosto - Giuseppe Calasanzio, presbitero e santo spagnolo (n. 1557)
- 26 agosto - Domenico Colese, brigante italiano (n. 1607)
- 28 agosto - Pietro Palazzo, presbitero italiano (n. 1576)
- 30 agosto - Maria Roccaforte, religiosa italiana (n. 1597)
- 31 agosto - Michele Mazzarino, cardinale e arcivescovo cattolico italiano (n. 1605)

## Settembre(3)
- 1º settembre - Marin Mersenne, teologo, filosofo e matematico francese (n. 1588)
- 20 settembre - Johannes Lucacich, francescano e compositore dalmata
- 28 settembre - Melchior Inchofer, storico, gesuita e latinista austriaco (n. 1584)

## Ottobre(4)
- 11 ottobre - Giorgio I Rákóczi, principe (n. 1593)
- 13 ottobre - Francesco Prestino, ingegnere italiano (n. 1610)
- 24 ottobre - Giovanni Antonio Rigatti, compositore italiano (n. 1613)
- 29 ottobre - Thomas Rainsborough, politico e militare britannico (n. 1610)

## Novembre(4)
- 1º novembre - Ulrico II della Frisia orientale, conte (n. 1605)
- 15 novembre - Lorenzo de' Medici,  italiano (n. 1599)
- 15 novembre - Conrad Zellweger, politico svizzero
- 17 novembre - Thomas Ford, liutista e compositore inglese

## Dicembre(8)
- 1º dicembre - Flora Zuzzeri, poetessa dalmata (n. 1552)
- 6 dicembre - Antonio Bevilacqua, nobiluomo e militare italiano (n. 1592)
- 10 dicembre - Federico IV di Brunswick-Lüneburg, duca (n. 1574)
- 14 dicembre - Lelio Falconieri, cardinale e arcivescovo cattolico italiano (n. 1585)
- 17 dicembre - George Gillespie, teologo scozzese (n. 1613)
- 17 dicembre - Hendrick Goudt, pittore, incisore e disegnatore olandese (n. 1583)
- 20 dicembre - Innocenzo da Petralia, scultore e religioso italiano (n. 1592)
- 25 dicembre - Claudia de' Medici, nobile italiana (n. 1604)

## Senza giorno specificato(39)
- Alessandro del Montenegro (n. 1585)
- Lorenzo Allegri, compositore e liutista italiano (n. 1567)
- Fernando de Alva Cortés Ixtlilxochitl, storico messicano
- Cesare Bassano, incisore e pittore italiano (n. 1584)
- Guillaume Berthelot, scultore francese (n. 1580)
- Francesco Boldrini, pittore italiano (n. 1584)
- Pietro Paolo Bombino, gesuita e umanista italiano (n. 1575)
- Ottavio Broglia, abate e vescovo cattolico italiano
- Lorenzo Brunelli, compositore italiano (n. 1588)
- Francesco Brunetti, storico e scrittore italiano
- Simone Cantarini, pittore italiano (n. 1612)
- Giovanni Battista Casali, storico e antiquario italiano (n. 1578)
- François de Cauvigny de Colomby, poeta e oratore francese (n. 1588)
- Émeric Crucé, monaco cristiano francese
- Vincenzo D'Andrea, avvocato italiano
- Michael East, organista e compositore inglese (n. 1580)
- Girolamo Facciotto, architetto italiano
- Giulio Genoino, giurista e presbitero italiano (n. 1567)
- Geronimo Gerardi, pittore fiammingo (n. 1595)
- Caspar van den Hoecke, pittore fiammingo (n. 1585)
- Agostino Mollo, avvocato italiano
- Juan Gómez de Mora, architetto spagnolo (n. 1586)
- Matteo Nigetti, architetto e scultore italiano
- Bartolomeo Passante, pittore italiano (n. 1618)
- Martino Pesenti, compositore, organista e clavicembalista italiano (n. 1600)
- Andrea Polinori, pittore italiano (n. 1586)
- Antonio de Puga, pittore spagnolo (n. 1602)
- Qin Liangyu, generale cinese (n. 1574)
- Giacomo Antonio Santagostino, pittore italiano (n. 1588)
- Ortensio Scammacca, drammaturgo italiano (n. 1562)
- Gabriel Sionita, religioso, insegnante e traduttore libanese (n. 1577)
- Willem van Steenree, pittore olandese (n. 1600)
- Bartolomeo Tortoletti, poeta e scrittore italiano (n. 1560)
- Tirso de Molina, religioso, drammaturgo e poeta spagnolo (n. 1579)
- Giovanni Vermexio, architetto italiano
- Francesco Angelo de Vico, avvocato, storico e politico spagnolo (n. 1580)
- Barbora Žagariete, religiosa lituana (n. 1628)
- Isaac de Caus, architetto francese (n. 1590)
- Lefkeli Mustafa Pascià, politico ottomano